# Adil Westerstrand
Carl Adil Westerstrand, född 10 februari 1817 i Stockholm, död 1 oktober 1889 i Stockholm, var en svensk ämbetsman.

## Biografi
Adil Westerstrand föddes 1817 i Stockholm. Han var son till direktören Per Westerstrand och Christina Maria Wikmanson. Westerstrand blev 19 oktober 1835 student vid Uppsala universitet och avlade 5 juni 1837 kansliexamen. Han blev 17 juni 1837 extra ordinarie kanslist i Handels- och finansexpeditionen och avlade 28 maj 1838 hovrättsexamen. Westerstrand blev 20 oktober 1838 extra ordinarie kanslist i nedre justitierevisionen och 15 november 1838 i Statskontoret. Han blev 9 november 1842 kammarjunkare, 12 oktober 1843 extra ordinarie kanslist vid salpeterkommitténs expedition och 19 januari 1849 kopist i Finansdepartementet. Westerstrand blev 1854 kammarherre, adelsman vid faderns död 1857 och registrator vid Finansdepartementet 17 december 1858. Han blev 28 januari 1862 härold vid Nordstjärneorden, 3 juni 1868 rikshärold i Sverige och utnämndes till riddare av Nordstjärneorden. Westerstrand tog 5 mars 1886 avsked från befattningen som registrator. Han avled 1889 i Stockholm och ätten utgick på svärdssidan med honom.

### Familj
Westerstrand gifte sig 18 maj 1872 på Lida med Amelie Lilliestråle (1837–1916), dotter till fanjunkaren Gustaf Adolf Lilliestråle och Brita Christina Ryding.